# Джуфудаг
Джуфуда́г (рос. Джуфудаг) — гірська вершина у північно-східній частині Великого Кавказу. Знаходиться на території Росії (південний Дагестан).